# Мркоњски вис
Мркоњски вис је узвишење вулканског порекла које се налази у југоисточном делу Србије, код села Тулара, у изворишту реке Јабланице. Представља стари дајк или нек (облици магматских тела) који је испран ерозионим и денудационим процесима, и зато изгледа млађе од засечене површи у кристаластим шкриљцима. Има облик оштре купе висине 1070 .

## Геолошки састав
Мркоњски вис изграђен је од трахитских стена. Трахит спада у интермедијарне магматске стене, у групу сијенита и трахита. Ове стене карактерише садржај SiO2 од 66 до 52%.

## Клима
Клима која преовлађује на овом простору је умереноконтинетална са топлим и сувим летима и умерено хладним зимама. Јануар је најхладнији месец у години када се средња месечна температура спуста испод нуле, а највише средње месечне температуре на овом простору забелењене су током јула и августа. Средња годишња температура износи 10,2 °C, најтоплији месец је јул са 20 °C, док је најхладнији јануар са -0,3 °C. Средње месечне релативне влажности ваздуха крећу се од 64 до 84%. Најмања релативна влажност ваздуха је током августа, док је највећа током зимских месеци због ниских температура, и у мају и јуну због већих количина падавина. Количина падавина износи око 700 мм годишње.

## Хидролошке карактеристике
Мркоњски вис налази се у изворишном делу реке Јабланице тако да она самим тим представља најбитнији водоток у његовој близини. Јабланица је лева притока Јужне Мораве а настаје спајањем Бањске и Туларске реке. Њена дужина износи 94,8 км. Основна хидролошка карактеристика Јабланице је неуједначеност режима јер током летњих месеци њено корито остаје без воде. То је највећи водоток у Србији који пресушује.

## Биљни свет
Северна падина вулканске купе има посебне станишне услове, а разлог томе је већа влажност северне стране масива. Она је окружена висовима Ајакобила, Зајечавица, Чокотина и Брајинска чука. Испресецана је гребенима и долинама бројних потока који отичу у Туларску реку. Поред тоога блокови стена који су нагомилани на овој страни дали су свој допринос у формирању реликтне вегетације. Реликтне шумске заједнице које се налазе на овом простору су: Fraximo-columetum mixtum-ostyetosum полудоминантна заједница белог јасена, мечје леске са црним грабом која се јавља на висинама преко 900  затим Fago-columetum-mixtum-silicicolum заједница у којој доминирају буква и мечја леска, јавља се на несто нижим висинама од претходне заједнице. На висинама од 700  јављају се заједнице букве, мечје леске и црног граба, као и Fago- aceri-ostrzyetum и Fago-ostryetum-columo-fegetum на растреситом скелетном земљишту. заједнице букве и црног граба налазе се на стрмијим положајима, а заједнице мечје леске на благо нагнутим странама.

## Галерија
- Путоказ на стази која води ка вису.
- Путокази на вису који показују у којим правцима се налазе исписане планине.
- Вис виђен са стазе која води ка њему.
- Мркоњски вис у септембру.
- Мркоњски вис у септембру.